# 사쿠라 소고로

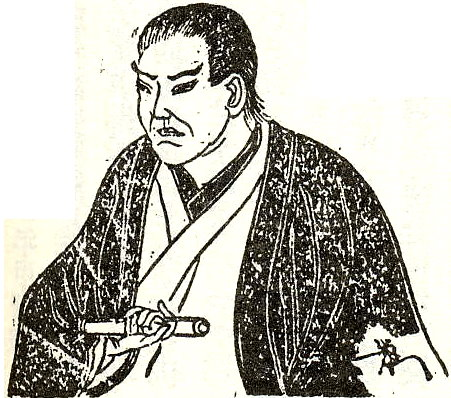
『제국인명사전』(1889년)의 사쿠라 소고로 삽화.

사쿠라 소고로(일본어: 佐倉 惣五郎: ??-승응 2년 8월 3일(서기 1653년 9월 24일)?)는 에도시대 전기 시모사국 사쿠라번의 의민(義民)으로 알려진 인물이다. 시모사국 인바군 코즈촌(오늘날의 지바현 나리타시 다이카타)의 명주로, 휘는 기우치 소고로(일본어: 木內 惣五郎)였고 통칭은 소고(일본어: 宗吾 또는 惣吾)라고 했다.
영주인 홋타씨의 무거운 세금에 고통받는 농민들을 위해 정이대장군에게 직소를 올렸다가 처형되었다고 전한다. 일본사에 대표적인 의민으로 유명한데, 역사적으로 확인되는 사실은 매우 적다. 사쿠라 소고의 의민전설은 에도시대 후기에 형성되어 실록・강석・낭곡・가부키 등으로 널리 알려졌다.